# Les Pierres Plates
Les Pierres-Plates (breton : ar Vein Plat) est une allée couverte située à Locmariaquer, dans le département français du Morbihan.

## Historique
Maudet de Penhoët fait fouiller le monument en 1813, qu'il qualifie de « tombeau », et l'un des membres de son équipe, M. Dubois, en dresse un plan et effectue un relevé des gravures intérieures dans lesquelles Maudet de Penhoët pense reconnaître des écritures phéniciennes. En 1814, Fréminville visite le site en compagnie de Joachim Renaud qui avait dirigé les fouilles de Penhoët. Fréminville est le premier à mentionner le monument sous le nom de Pierres-Plates. En 1816, Fréminville revisite le site et constate que l'allée couverte est « presque entièrement détruite ». En 1866, deux membres de la Société polymathique du Morbiban (de Cussé et Louis Galles) ne retrouvent que deux dalles gravées, dont ils effectuent un estampage, sur les cinq signalées par Penhoët. En 1892, l'État achète le monument, qui était la propriété des hospices d'Auray, le monument est déblayé puis restauré. 
Ce monument fait l’objet d’un classement au titre des monuments historiques depuis 1889.
En 1942, le monument est menacé de destruction par la construction des bunkers du Mur de l'Atlantique, l'organisation Todt ayant déjà détruit plusieurs monuments civils et militaires de la pointe de Kerpenhir voisine pour en récupérer les pierres.

## Description
Des vestiges du tumulus sont encore visibles. Le monument est une allée couverte de 27 à 28 m de longueur délimitée par trente-huit orthostates et recouverte de douze tables de couverture. L'allée couverte est coudée : elle suit une orientation sud-sud-est sur les quinze premiers mètres, puis elle s'oriente au sud-sud-ouest. L'entrée est orientée au sud-est. La largeur de l'allée n'est pas uniforme : 1,20 m en moyenne dans la partie sud, 2 m à mi-parcours puis 1,80 m au niveau de la cloison interne. Au niveau du coude, côté sud, elle comporte une cellule latérale de forme rectangulaire (1,40 m sur 2,80 m) délimitée par trois orthostates. La chambre terminale est séparée du reste de l'allée par une haute et large pierre dressée formant cloison. La chambre est à peu près carrée (environ 2 m de côté). Closmadeuc estime que le monument devait à l'origine comporter quarante-huit dalles-supports et vingt tables de couverture. Les deux dalles de couverture en orthogneiss, de formes très régulières, visibles à l'extrémité de la chambre pourraient correspondre à une réutilisation, quant aux dalles de béton visibles dans le monument, elles datent des restaurations de 1892 et 1921.
Le « menhir indicateur » visible à côté de l'entrée du monument est un pseudo-menhir dressé sur place en 1936 par Le Rouzic, aucun témoignage n'atteste de sa présence avant cette date. Cette pierre comporte de nombreuses cupules, comme plusieurs autres dalles de couverture, elle correspond à une dalle qui était encore au XIXe siècle couchée en travers de l'accès au couloir et qui correspondait peut-être à une ancienne dalle de couverture.

## Galerie

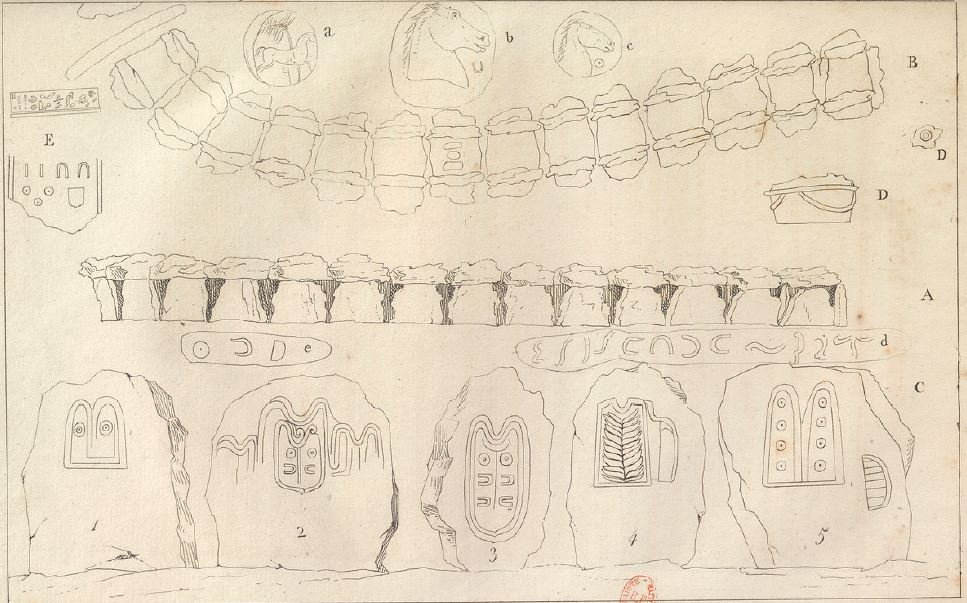
Plan et relevé de Dubois (1813).
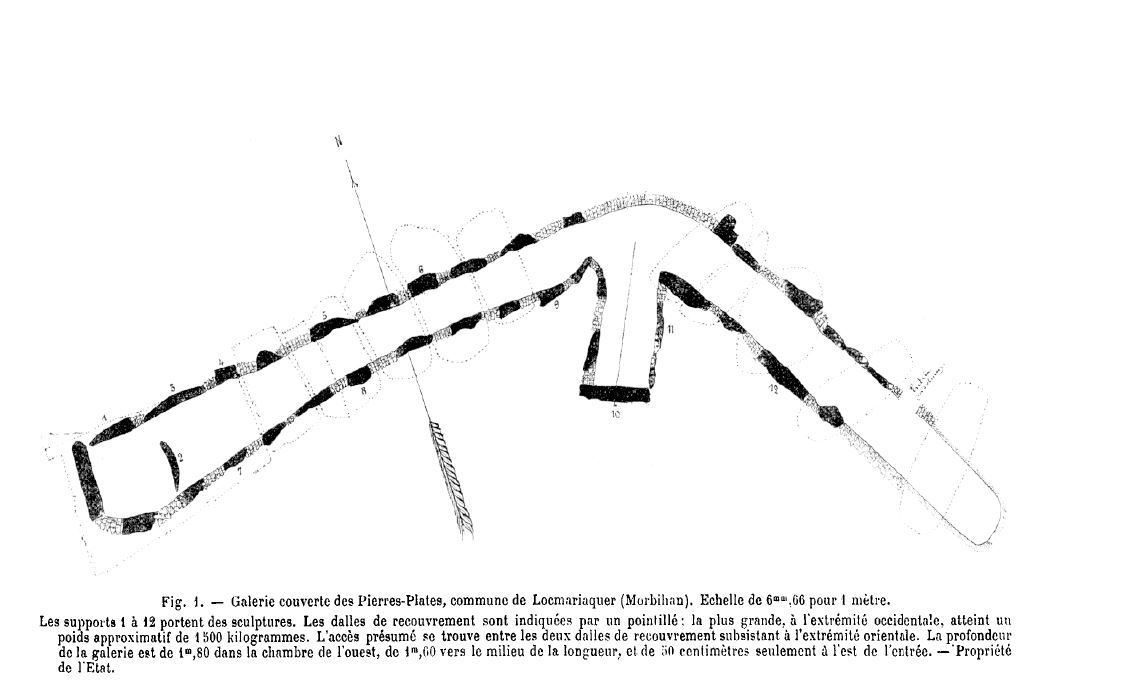
Plan de G. de Closmadeuc (1892).
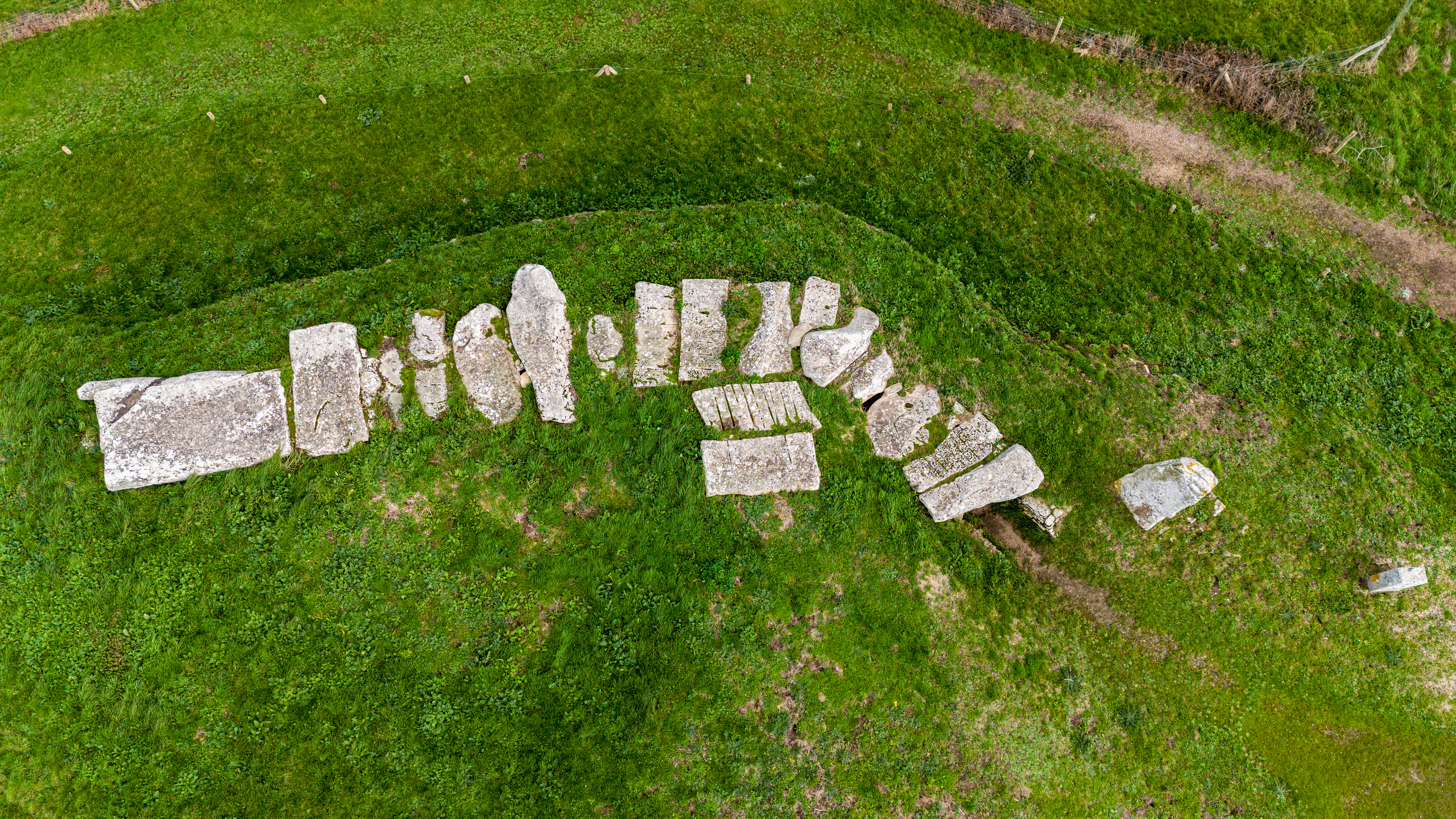
Vue aérienne.
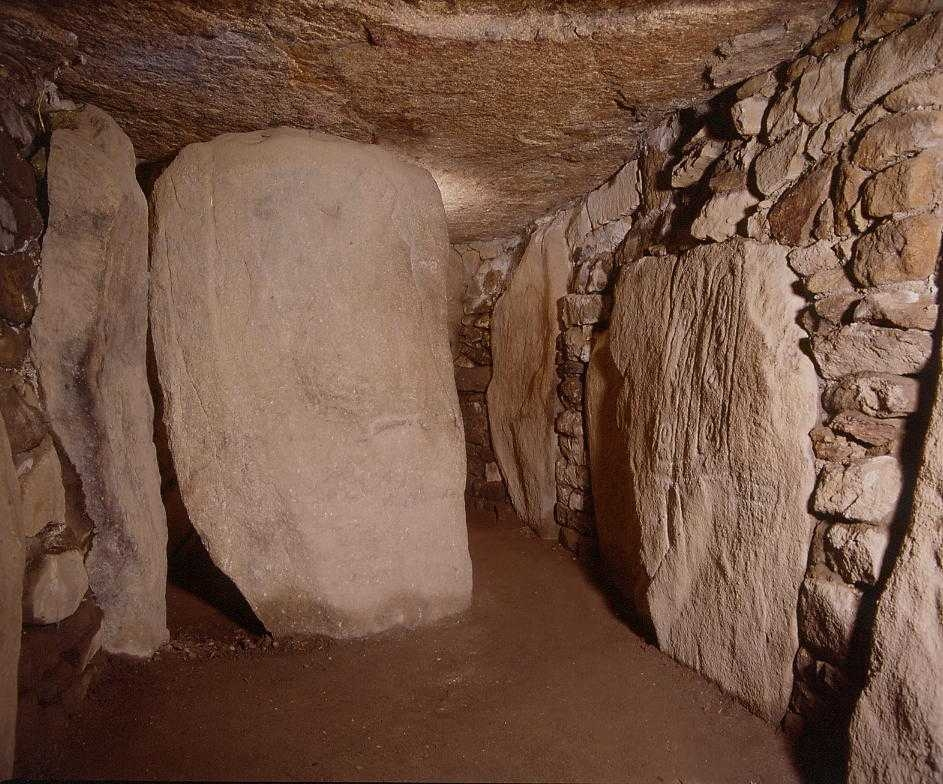
Cloison interne.
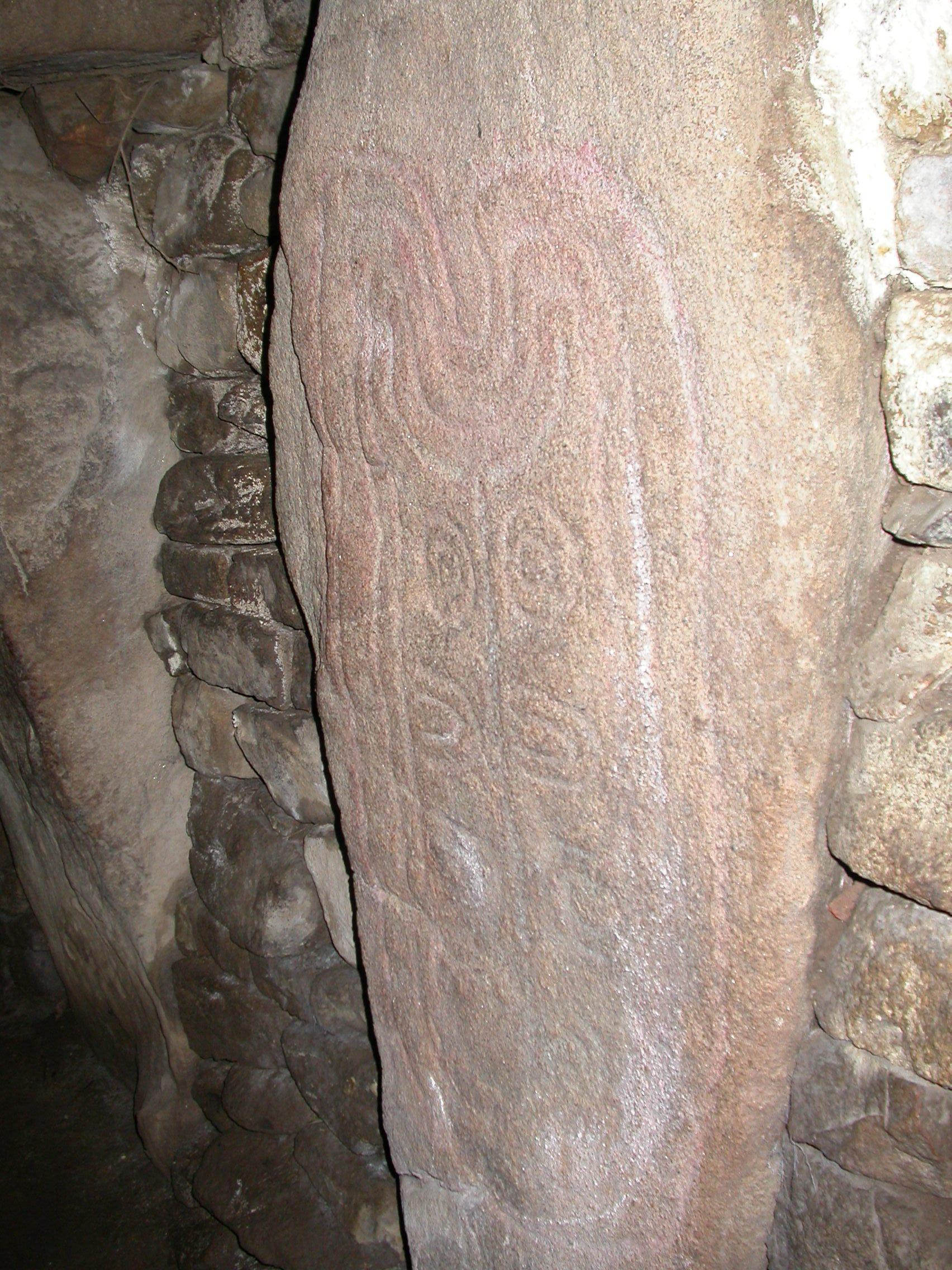
Gravures sur la dalle no 10.
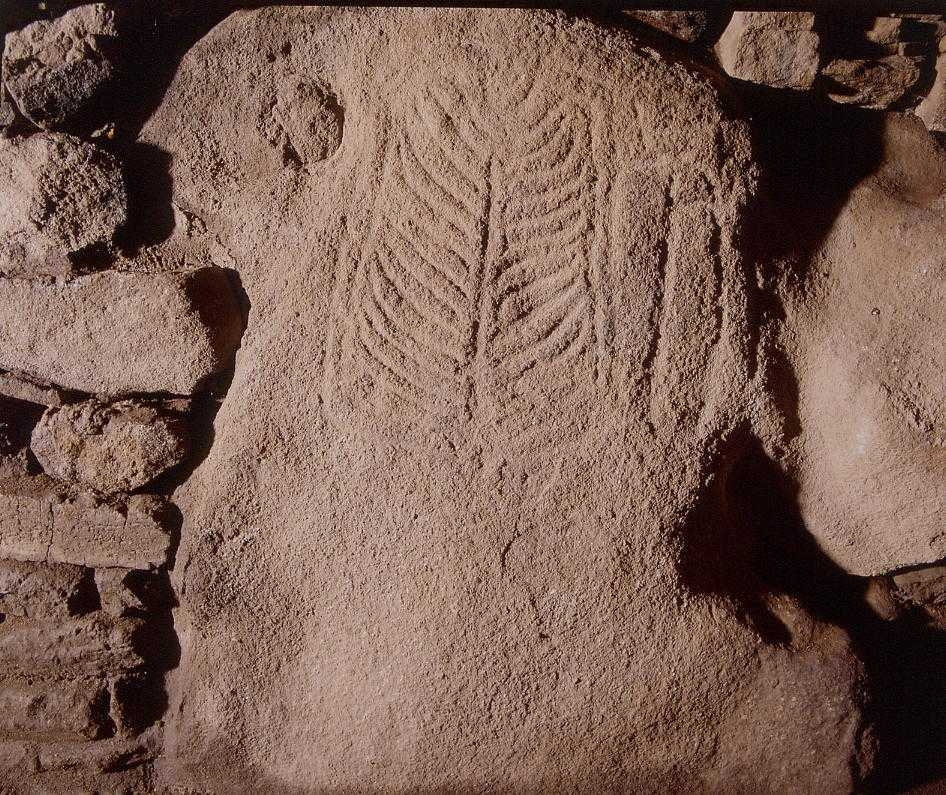
Gravures sur la dalle no 12.

## Gravures et sculptures
Douze orthostates comportent des gravures. La comparaison entre le relevé effectué par Dubois et les dalles encore visibles laisse penser qu'une dalle gravée a disparu depuis 1813. Le motif le plus fréquent est de type scutiforme, mais au cas particulier il prend la forme de cartouches, souvent divisés en deux parties par un ou plusieurs traits verticaux, chaque partie comportant des motifs de cercles, de « fers à cheval ».

## Mobilier archéologique
Maudet de Penhoët découvrit le monument rempli de terre mais supposa qu'il avait déjà été fouillé. Il n'y recueilli que quelques ossements humains et une urne funéraire. En 1892, les travaux de restauration permettent de découvrir « les fragments de trois ou quatre vases en terre cuite, assez grossiers, deux ou trois percuteurs en quartz, une vingtaine de silex ouvrés ».
Le style des poteries découvertes semblent indiquer une construction du monument vers la fin du IVe millénaire av. J.-C., début du IIIe millénaire av. J.-C.